# Frans Stokman
Franciscus Nicolaas (Frans) Stokman (1942) is een Nederlands socioloog en professor Methoden en technieken van het sociaalwetenschappelijk onderzoek aan de Rijksuniversiteit Groningen.
Stokman studeerde politicologie van 1960 tot 1968 aan de Universiteit van Amsterdam. Hij promoveerde hier in 1977 onder P.R. Baehr and R.J. Mokken op het proefschrift "Roll calls and sponsorship : a methodological analysis of Third World group formation in the United Nations" over wetenschappelijk onderzoek in ontwikkelingslanden en de rol van de Verenigde Naties hierbij.
In 1968 begon Stokman als wetenschappelijk medewerker aan de Universiteit van Amsterdam. In 1977 werd hij benoemd tot professor Methoden en technieken van het sociaal wetenschappelijk onderzoek aan de Rijksuniversiteit Groningen. In 1987-'88 was hij gasthoogleraar aan de Universiteit van Michigan in de Verenigde Staten.
Hij was tweemaal fellow bij het Netherlands Institute for Advanced Study (NIAS) in 1995 en 2001-02. In 2002 is hij onderscheiden als Officier in de Orde van Oranje-Nassau. In 2004 ontving hij verder de Georg Simmel Award of the International Network of Social Network Analysis.

## Publicaties
Stokman publiceerde verschillende boeken en vele artikelen. Een selectie:
- 1975. Graven naar macht : op zoek naar de kern van de Nederlandse economie. Met Jac. M. Anthonisse ea.
- 1977. Roll calls and sponsorship : a methodological analysis of Third World group formation in the United Nations.
- 1986. Extensions of triad counts to networks with different subsets of points and testing the underlying random graph distributions. Met Tom Snijders
- 1997. Evolution of social networks. Met Patrick Doreian (red.)